# Radio Augsburg
Radio Augsburg ist ein Rundfunksender für die Region Augsburg mit Sitz in der Mauerberg 6 in 86152 Augsburg.  

## Sendebetrieb
Das Lokalradio startete im Februar 2000 auf DAB. Der Sender wird von den Gesellschaftern proFMmedia (55 %) und Mediengruppe Sankt Ulrich Verlag (45 %) betrieben.

## Programm und Sendungen
Jeden Werktag sendet Radio Augsburg zwischen 6 und 20 Uhr in den moderierten Sendungen „Guten Morgen Augsburg“, „Radio Augsburg am Mittag“, „Der Tag im Überblick“ und „Die 80er vor 8“ Lokalnachrichten, Veranstaltungshinweise, Kulturtipps, Wirtschafts-Informationen sowie lokale Themenschwerpunkte aus den Bereichen Wirtschaft, Politik, Kirche und Kultur. Weltnachrichten gibt es rund um die Uhr zur vollen Stunde. Radio Augsburg sendet rund um die Uhr. 

## Empfang
Die Ausstrahlung erfolgt im Großraum Augsburg über DAB+ Kanal 9C und weltweit über Livestream.